# شکربوته سبز
شکربوته سبز (نام علمی: Protea coronata) نام یک گونه از سرده شکربوته‌ها است.